# 魔界衆
『魔界衆』（まかいしゅう）は、横山光輝による日本の漫画作品。ジャンルは時代劇、SF（超能力アクション、宇宙人、近未来科学兵器）。時代設定は江戸時代初期（大坂の陣以後で、徳川家康が健在な時期）。連載は1976年～1977年。
なお、魔界衆とは近隣の住民が隠れ里を恐れて「魔界」と表現したものであり、魔界そのものやオカルトとは関係がない。

## 概要
大坂の陣に敗れた真田幸村が、豊臣家再興のために強力な援軍を探す、という導入部で、隠れ里に住む超能力者の集団を探し当てることに成功するが、彼らは遥か昔に地球に到着した宇宙人の子孫であった。彼らの協力を得ようとする幸村と、それを阻む徳川方の天海僧正との対決を軸にし、超能力や超科学武器による戦いを描いている。

### バビル二世との共通点・相違点
横山の代表作のひとつである『バビル二世』との共通点と相違点。
共通点
はるか昔、宇宙人を乗せた宇宙船が地球に着陸した。
宇宙人の子孫が暮らしている。
子孫は超能力を持っている。
相違点
本作では、子孫は隠れ里にまとまって住んでいる（バビルの子孫は少ない）。
本作では、子孫は伝承を受け継いでいるが、バビルの子孫は自覚がない。
なお、3つのしもべに相当するのは超兵器（神体あるいは御神器と呼ばれている）である。

## ストーリー
大坂の陣から月日は流れていたが、まだまだ残党狩りは続いていた。真田幸村は、猿飛佐助、霧隠才蔵の2人を連れて身を潜める一方、配下に、ある集落を探させていた。それは恐るべき戦闘力を持つという魔界衆の住む隠れ里であった。
幸村生存の知らせを受けた天海僧正は、徳川家康に急遽報告を入れる。幸村生存と聞き顔色をなくした家康は、幸村抹殺を天海に一任した。幸村主従暗殺の命令を出す天海であったが、幸村主従は身代わりを使い、行方をくらます。
書物に記されている通りに飛騨山脈に分け入った幸村一行は、川で流されている赤ん坊を助ける。先を急ぐうちに、幸村は赤ん坊が特殊な能力で危機を回避していることに気づく。そのお陰で天然の罠である毒ガス地帯を抜け、隠れ里に到達する幸村たち。外部との接触を嫌う里では扱いに苦慮したものの、赤ん坊の命を助けてくれた恩を感じ、当面の逗留を認めるしかなかった。里の者はテレパシーなどの超能力を持つものばかりで構成されていたが、それ以外にも秘密が隠されているようであった。
夜間、里の様子を探ろうと佐助と才蔵が各々単身で行動する。才蔵は警戒センサーに引っ掛かり、自動防御機構が作動したために、あえなく命を落としてしまう。
才蔵の落命は事故として説明され、幸村も承諾した。幸村の誘い（豊臣方について欲しい）に対しては古老たちは拒絶の意思を変えなかったものの、若者たちは好奇心に駆られていた。そんな折、幸村討伐の忍者(鬼一族の九鬼）が村に迫ってくる。人並外れた大男であり、首を落とされても生きている九鬼には魔界衆も手を焼き、平助が殺される。次いで兵馬が対決を申し出るが、九鬼の前に手も足も出ない。長老は洞窟から御神器（レーザーライフルと思われる）を持ち出し、九鬼を爆発、四散させる。その威力に慄く幸村は九鬼の残骸を調べるが、カラクリ人形の素材に混じって肉片が散乱しており、内部で誰かが操っていたと判明したものの、ついに正体は明かされなかった。
兵馬は九鬼との戦いで負傷し、「魔界衆は優れた種族ではなかったのか？」、「外界は変化しているのではないか？」、「敵に勝ったのは御神器の御蔭であり魔界衆の力ではない」と長老たちに詰め寄る。会議の結果、5人が幸村たちと共に里の外に出る許可を得る。さらに後を追い、太一という男児まで村を出てしまう。彼は御神器のひとつ（レーザーガンと思われる）を持ち出していた。
徳川方では魔界衆が幸村と接触したことを探知し、天海僧正が強い危機感を持つ。天海は伊賀、甲賀の他、鬼一族などの忍者に指令を下し、魔界衆との対決が始まる。
鬼一族との戦いで御神器と太一を奪われ、兵馬ら5人は追跡を開始する。しかし、老獪な天海に主導権を握られ、一人、また一人と命を落としていき、残った兵馬と岩五郎も囚われてしまう。
天海は服部半蔵と現地に赴き、正面攻撃を隠れ蓑にして背後から村に別動隊を侵入させ、毒物を水に混入させる作戦に出る。実は天海も魔界衆であり、若い頃に村を抜け出して徳川家康と出会ったのだった。
兵馬たちは処刑される寸前、岩五郎の犠牲で脱出に成功。村に帰りつくが、そこには忍者と魔界衆の死体が散乱し、村は焼かれていた。残ったわずかの魔界衆は、御神器を祭る洞窟に避難しており、兵馬と太一も彼らに合流した。
魔界衆は人類と戦う事を嫌い、宇宙船で母星を目指し出発する。幸村は豊臣再興の希望の灯が消え、落胆するのであった。

## 登場人物
序盤は真田幸村の行動を軸に展開していくが、途中から天海僧正や魔界衆の兵馬が進行役を担っていく。

### 真田幸村と部下
真田幸村
本作の主人公的存在。大阪の陣で討たれたのは影武者であり、生き延びて豊臣再興を目指していた。そのために魔界衆を味方に引き入れようと探し続けている。
猿飛佐助
幸村の部下。優れた忍者で真田十勇士の一人。最後まで行動を共にする。
霧隠才蔵
幸村の部下。優れた忍者で真田十勇士の一人。分身の術や暗示を得意とする。
魔界衆の里で探索中に自動防御システムを発動させてしまい、あえない最期を遂げる。
三好清海入道
幸村らが隠れ家を爆破した後に現れる。徳川方が不審に思い尋問したところ暴れまわり、包囲網を脱出しようとするが天海僧正に捕まる。
天海の催眠術（テレパシー？）によって幸村の狙いを吐露してしまい、直後に殺される。
十勇士の他の7名は登場せず、生死不明である。

### 魔界衆
兵馬
若者のリーダー格。外部の世界に興味を持ち、幸村と共に村を出る。
長老
魔界衆のリーダー。かなりの年長者で、頭頂は剥げているが長い白髪とアゴ髭を蓄えている。
長老の特権で、ステッキを継承しており、それを使って洞窟のセンサーをオン・オフできる。
天海が攻めてきた際に、狙い撃ちされて死亡。
弥生
川で流されていた赤ん坊の母親。
赤ん坊
氏名不明。「坊や」、「坊主」と佐助が呼んでいるところから男の子と思われる。
予知能力が一族で最も優れており、他の魔界衆が察知できない危機も感じ取れる。
平助
分身の術を使う。九鬼が攻めてきた折に命を落とす。
若者たち
くじ引きで選ばれた者たちで、兵馬、岩五郎、次郎太、与佐吉、伊之助の5人。天海との戦いで兵馬以外死亡する。
太一
兵馬たちを追いかけてきた男の子。御神器（レーザーガンと思われる）を持ち出した。

### 徳川方
天海僧正（権九郎）
幸村の命を執拗に狙う。魔界衆の存在も知っており、両者の共闘を阻もうと行動する。伊賀・甲賀の忍者に指令を出す権限を持つ。
実は若い頃に里を抜けた魔界衆であり、本名は権九郎。そのためテレパシーで魔界衆を欺く手段も使った。
徳川家康
幸村の脅威を忘れておらず、天海に抹殺許可を出した。
服部半蔵
伊賀忍者の頭目。天海の指示により飛騨山脈に向かい、魔界衆戦の陣頭指揮をとる。
鬼一族
忍者の集団。読心術など特殊な能力を持っている。九鬼、一鬼、四鬼、三鬼などが登場した。

## 『変身忍者嵐』との共通点
石ノ森章太郎の漫画『変身忍者嵐』（『希望の友』版）では、敵（血車党）の一族が宇宙人であり、最後は母星を目指し地球を脱出する、という最終回であった（主人公のハヤテはそれを拒み地球に残される）。